# Андрианов, Борис Константинович
Борис Константинович Андрианов (28 февраля 1948 — 17 ноября 2012, Тамбов) — советский футболист, защитник. Тренер.
Воспитанник юношеской команды «Динамо» Тамбов. Карьеру в командах мастеров провёл в 1965—1976 годах в клубах низших лиг «Спартак»/«Ревтруд» Тамбов (1965—1969, 1973—1976), «Спартак»/«Салют» Белгород (1969—1971), «Искра» Смоленск (1972).
В тамбовской команде работал тренером (1976 — по 25 мая, 25 мая 1977 — 1983), главным тренером (26 июня 1976 — 24 мая 1977, август 1986 — 1987), начальником команды (1985 — июль 1986, 1988—1989.
Скончался в 2012 году в возрасте 64 лет.